# شارل کواپو داسوسی
شارل کواپو داسوسی (به فرانسوی: Charles Coypeau d'Assoucy) نویسنده و موسیقی‌دان قرن هفدهم میلادی اهل فرانسه است.